# Patrice Mourier
Pour les articles homonymes, voir Mourier.
Patrice Mourier, né le 10 avril 1962 à Lyon, est un lutteur français. Il participe à trois Jeux olympiques en -57 kg de 1984 à 1992. Après une blessure, il rentre dans le staff de l'équipe de France de lutte en 1992. Il devient directeur des équipes de France de lutte gréco-romaine en 2004 après la promotion de Ghani Yalouz.

## Palmarès
- Championnats du monde
  -  Médaille d'or (-57 kg) en 1987
  -  Médaille de bronze (-57 kg) en 1990
- Championnats d'Europe
  -  Médaille d'or (-57 kg) en 1990
  -  Médaille de bronze (-57 kg) en 1987
- Jeux méditerranéens
  -  Médaille d'or (-57 kg) en 1991
  -  Médaille d'or (-57 kg) en 1988
- Championnats du monde junior
  -  Médaille de bronze (-52 kg) en 1980